# No te rías, que es peor
No te rías, que es peor fue un concurso emitido por Televisión española entre 1990 y 1995 de 14:30 a 15 horas de lunes a viernes. El espacio estaba producido por Josep Maria Mainat y Toni Cruz.

## Mecánica
Durante las distintas etapas que tuvo el concurso, el formato fue el siguiente:
La primera prueba consistía en una sucesión de actuaciones de cómicos profesionales frente a los dos concursantes, cuyo objetivo para pasar a la siguiente fase era no reír ante las gracias de los artistas. Al principio la recompensa era no tener puntos de penalización, después de 1991 se podían dar 3 puntos (de 1991 a 1992, y de 1993 a 1995) o 5 puntos (de 1992 a 1993) por aguantar.
En una segunda prueba se debían emparejar en un panel oculto, con un tiempo máximo de 90 segundos, 11 parejas de personajes de cómic, en sus inicios. La prueba se llamaba TEBEO doble. En esta prueba, acumulaban dinero por cada pareja conseguida antes del fin del tiempo, hasta un total de 350.000 pesetas (2100 €). En la primera temporada, ambos concursantes lo hacían por turnos. A partir de la segunda, y ya hasta el fin del programa, los dos concursantes eran los que jugaban a acertar 10 parejas con el logotipo del programa y las caras de los humoristas del programa, la del presentador y las de los mismos concursantes; y además de acumular dinero, podían sumar algunos puntos.
A partir de 1991 se introdujo, antes del TEBEO doble, "La Cacharrería", donde el público traía sus objetos peculiares y el presentador elegía uno al azar, recompensando al espectador en cuestión con 10 000 pesetas (60€). Los concursantes debían dar hasta tres usos a ese objeto, trayendo luego a un humorista del programa que debía hacer lo mismo (pero ilimitadamente) durante un minuto. Si el humorista mencionaba un uso del objeto propuesto por un concursante, éste sumaba un punto.
Seguidamente, los dos concursantes, enfrentados cara a cara, debían hacer reír al otro mediante bromas o gestos; y desde 1992, al público presente. En 1991, se añadió el exitómetro, que al final de los números de los concursantes, el público premiaba con hasta 5 puntos o bien hasta 10 puntos (con decimales) a partir de 1993.
A lo largo del programa, se van acumulando (o perdiendo al principio) puntos de cara a la prueba final. El concursante con un mayor número de puntos pasaría a la prueba final, en la que era, de nuevo, durante dos minutos (90 segundos posteriormente), sometido a los chistes de los humoristas y, de nuevo, para alcanzar el premio final, debía mantenerse impávido, evitando muecas, sonrisas o carcajadas.
Después en otro panel estilo TEBEO doble había una serie de casillas. El concursante podía quedarse con tantas casillas como puntos positivos hubiera acumulado, por lo que debía elegir un número de casillas para tacharlas (en la época de los penalizadores) hasta quedarse con las casillas ganadas. Esas casillas se abrían de una en una, y detrás contenía premios. El concursante sólo ganaría los premios cuyas casillas salieran por duplicado. Los premios iban desde un jamón, un pijama, una boina, una muñeca, un desatascador, un botijo, un viaje al Caribe, un sombrero mexicano...; hasta el premio máximo, que era, o bien un coche, o bien un millón de pesetas (6.000 €).

## Presentadores
A lo largo de sus cinco temporadas, el concurso tuvo cuatro presentadores:
- Jordi Estadella (1 de octubre de 1990 - 28 de junio de 1991), que abandonó el programa para presentar Un, dos, tres... responda otra vez.[3][4][5]
- Ramón García (23 de septiembre de 1991 - 9 de septiembre de 1993), que abandonó el programa para presentar ¿Qué apostamos?.[6][7]
- Miguel Ortiz (27 de septiembre de 1993 - 23 de septiembre de 1994).[8][8]
- Miriam Díaz-Aroca (26 de septiembre de 1994 - 9 de junio de 1995).[9][10]

Además en 1996 Telecinco hizo una versión del programa titulada Sonría, por favor y presentada por Elsa Anka.

## Los cómicos
Pese a que el plantel de humoristas que desfilaron por el plató del programa fue muy amplio, los más asiduos y recordados fueron:
- Señor Barragán.
- Marianico el Corto.
- Manolo de Vega.
- Emilio Laguna.
- Pedro Reyes.
- Felix el gato.
- Paco Aguilar.

## Audiencias
En abril de 1991, el espacio registró un 20'3% de cuota de pantalla.
Dos años después, en agosto de 1993, se situaba en el puesto 14º entre los programas más vistos de televisión en España.

## Polémica
El entonces director general de RTVE Jordi García Candau manifestó en 1995 que el espacio era claramente fronterizo con el mal gusto, lo que terminó precipitando su retirada definitiva.